# Замок иоаннитов в Лагуве
Замок иоаннитов в Лагуве (Свебодзинский повят) находится в селе Лагув, в Любуском воеводстве, на перешейке между озерами: Лаговское и Чеч.
Возведен иоаннитами в XIV веке в готическом стиле, достроен в XVI—XVIII веке. В 1810 году был резиденцией их командорства. В XIX веке принадлежал частному владельцу. В 1964—1970 годах был реставрирован.
Четырехугольный в плане, имеет угловую высокую башню 35-и метров с квадратным основанием (бергфрид), с которой хорошо видно село, озера, окружающие холмы и леса. Сохранились периферийные стены, также в готическом стиле. Внутри замка сохранился зал с готическим сводом, подпертым одним столбом, и рыцарский зал, в котором можно увидеть камин в стиле барокко, построенный в 1740 году. В настоящее время в замке расположен отель.

## Галерея
- Вид из-под башни
- Интерьер замка
- Замок снаружи (видео)